# Pop Lemon
Pop Lemon (in ebraico אסקימו לימון‎?) è un film del 1978 diretto da Boaz Davidson.

## Trama
Israele, 1958. Bentzi, Momo e Yudale sono tre amici inseparabili che trascorrono il loro tempo libero ascoltando le canzoni dell'epoca e pensando alle ragazze. Bentzi si innamora della bella Nili, la quale invece intraprende una relazione con Momo.
Sedotta e abbandonata, la ragazza rivela a Bentzi di essere incinta di Momo. Il ragazzo, seppur con gravi problemi di coscienza, racimola i soldi necessari per farla abortire. Convinto di poter far finalmente breccia nel suo cuore, Bentzi le compra un regalo e si presenta a casa sua, dove scopre che la ragazza è nuovamente tornata a stare con Momo. Distrutto dal dolore, Bentzi se ne va...

## Sequel
Il successo del film ha dato vita a ben otto seguiti:
- Porky's Academy (Yotzim Kavua) (1979)
- Quella folle estate (Shifshuf Naim) (1981)
- Reclute e seduttori (Sapiches) (1983)
- La gang dei seduttori colpisce ancora (Roman Za'ir) (1984)
- Una crociera da sballo (Harimu Ogen) (1985)
- Ahava Tzeira (1987)
- Summertime Blues: Lemon Popsicle VIII (1988)
- Lemon Popsicle 9: The Party Goes On (2001)

## Remake
Nel 1982 il regista ne ha realizzato un remake statunitense intitolato L'ultima vergine americana.

## Colonna sonora
- Frankie Laine - My Little One
- The Brothers Four - Green Fields
- Little Richard - Long Tall Sally
- Bruce Channel - Hey Baby
- Bill Haley and the Comets - Rock Around The Clock
- Jo Moss - To Know Him Is To Love Him
- David Seville - Witch Doctor
- The Chordettes - Lollipop
- Jerry Lee Lewis - Chantilly Lace
- Paul Anka - Diana
- Paul Anka - Put Your Head On My Shoulder
- Little Richard - Tutti Frutti
- Paul Anka - Puppy Love
- Paul Anka - You Are My Destiny
- Bill Haley and the Comets - Shake Rattle and Roll
- Paul Evans - Seven Little Girls Sitting in the Back Seat
- Danny and the Juniors - At The Hop
- Rosemary Squires - Que Sera, Sera (Whatever Will Be, Will Be)
- Bobby Vinton - Mr. Lonely
- Brian Hyland - Sealed With A Kiss
- Domenico Modugno - Nel blu dipinto di blu
- Domenico Modugno - Come prima
- Domenico Modugno - Ciao, ciao bambina

## Curiosità
- Il regista ha dichiarato che il film è basato su una situazione che ha vissuto durante la giovinezza.
- Quando il film uscì nei cinema il 40% della popolazione di Israele andò a vederlo.[1]

## Nomination
| Anno | Manifestazione                                | Premio       | Categoria              | Ricevente     | Risultato   |
| ---- | --------------------------------------------- | ------------ | ---------------------- | ------------- | ----------- |
| 1978 | Festival internazionale del cinema di Berlino | Orso d'oro   | N.D.                   | Boaz Davidson | Candidato/a |
| 1979 | Golden Globe                                  | Golden Globe | Miglior film straniero | N.D.          | Candidato/a |